# Margherita Horowitz
Margherita Horowitz, nata Margarethe (Vienna, 9 agosto 1919 – Vienna, 16 maggio 1990), è stata un'attrice austriaca naturalizzata italiana.

## Biografia
Ha cominciato a lavorare in giovane età, esibendosi già a quattordici anni in piccoli ruoli teatrali a Vienna. La carriera in patria fu presto stroncata dall'aumento dei sentimenti antisemiti (era di madre ebrea), che la costrinsero ad abbandonare l'Austria per stabilirsi in Italia, dove lavorò al teatro Valle di Roma. Convertitasi al cattolicesimo, sposò l'esponente fascista Renato Trentini.
Durante la seconda guerra mondiale riuscì a nascondere le proprie origini ai tedeschi. Questo nonostante avesse trovato impiego come traduttrice per gli stessi occupanti, per i quali, tra l'altro, organizzava spettacoli teatrali. Dopo la guerra si separò dal marito e ricominciò a lavorare in teatro e in piccoli ruoli cinematografici. A partire dalla metà degli anni sessanta, le furono assegnati ruoli di maggior spessore, come caratterista in diversi film di genere.

## Filmografia

### Cinema
- Adua e le compagne, regia di Antonio Pietrangeli (1960)
- Il giovedì, regia di Dino Risi (1964)
- I criminali della galassia, regia di Anthony M. Dawson (1965)
- 7 pistole per i MacGregor, regia di Franco Giraldi (1966)
- 3 colpi di Winchester per Ringo, regia di Emimmo Salvi (1966)
- Come imparai ad amare le donne, regia di Luciano Salce (1966)
- Addio mamma, regia di Mario Amendola (1967)
- 7 donne per i MacGregor, regia di Franco Giraldi (1967)
- O.K. Connery, regia di Alberto De Martino (1967)
- John il bastardo, regia di Armando Crispino (1967)
- La morte ha fatto l'uovo, regia di Giulio Questi (1968)
- I tre che sconvolsero il West (Vado, vedo e sparo), regia di Enzo Castellari (1968)
- Il gatto a nove code, regia di Dario Argento (1971)
- Il prete sposato, regia di Marco Vicario (1971)
- La stirpe di Caino, regia di Lamberto Benvenuti (1971)
- 7 scialli di seta gialla, regia di Sergio Pastore (1972)
- Il West ti va stretto, amico... è arrivato Alleluja, regia di Anthony Ascott (1972)
- ...e poi lo chiamarono il Magnifico, regia di Enzo Barboni (1972)
- Anche gli angeli mangiano fagioli, regia di E.B. Clucher (1973)
- Homo Eroticus, regia di Marco Vicario (1973)
- L'ultima neve di primavera, regia di Raimondo Del Balzo (1973)
- E cominciò il viaggio nella vertigine, regia di Toni De Gregorio (1974)
- Il sorriso del grande tentatore, regia di Damiano Damiani (1974)
- Il profumo della signora in nero, regia di Francesco Barilli (1974)
- Questa specie d'amore (1974)
- Fatevi vivi, la polizia non interverrà, regia di Giovanni Fago (1974)
- Anno uno, regia di Roberto Rossellini (1974)
- Donna è bello, regia di Luigi Bazzini (1974)
- Gruppo di famiglia in un interno, regia di Luchino Visconti (1974)
- Troppo rischio per un uomo solo, regia di Luciano Ercoli (1974)
- ...a tutte le auto della polizia, regia di Mario Caiano (1975)
- Baby Sitter - Un maledetto pasticcio (Jeune fille libre le soir), regia di René Clément (1975)
- Attenti al buffone, regia di Alberto Bevilacqua (1975)
- Mark il poliziotto spara per primo, regia di Stelvio Massi (1975)
- Salon Kitty, regia di Tinto Brass (1975)
- Milano violenta, regia di Mario Caiano (1976)
- Uomini si nasce poliziotti si muore, regia di Ruggero Deodato (1976)
- Quelli della calibro 38, regia di Massimo Dallamano (1976)
- L'innocente, regia di Luchino Visconti (1976)
- Il marito in collegio, regia di Maurizio Lucidi (1977)
- La svastica nel ventre, regia di Mario Caiano (1977)
- Suspiria, regia di Dario Argento (1977)
- Casanova & Company, regia di Franz Antel (1977)
- La via della droga, regia di Enzo G. Castellari (1977)
- Pane, burro e marmellata, regia di Giorgio Capitani (1977)
- I nuovi mostri, regia di Dino Risi, Mario Monicelli, Ettore Scola (1977)
- Tutto suo padre, regia di Maurizio Lucidi (1978)
- Il commissario di ferro, regia di Stelvio Massi (1978)
- Il vizietto (La Cage aux folles), regia di Édouard Molinaro (1978)
- Il giocattolo, regia di Giuliano Montaldo (1979)
- La terrazza, regia di Ettore Scola (1980)
- Sono fotogenico, regia di Dino Risi (1980)
- La salamandra, regia di Peter Zinner (1981)
- Occhio alla penna, regia di Michele Lupo (1981)
- Il turno, regia di Tonino Cervi (1981)
- Morte in Vaticano, regia di Marcello Aliprandi (1982)
- Zero in condotta, regia di Giuliano Carnimeo (1983)
- Oddio, ci siamo persi il papa (Saving Grace), regia di Robert M. Young (1986)

### Televisione
- Stasera Fernandel, regia di Camillo Mastrocinque – miniserie TV, episodio 1x04 (1969)
- Diagnosi, regia di Mario Caiano – miniserie TV, 1 episodio (1975)
- Ricordi di guerra (War and Remembrance), regia di Dan Curtis – miniserie TV, 3 episodi (1988)
- Classe di ferro – serie TV, episodio 1x04 (1989)
- I ragazzi della 3ª C – serie TV, episodio 3x08 (1989)